# Guillaume Gille
Guillaume Gille (* 12. Juli 1976 in Valence) ist ein französischer Handballtrainer. Als Handballspieler hielt er als Nationalspieler gleichzeitig alle drei wichtigen Titel im Welthandball.

## Spielerkarriere

### Verein

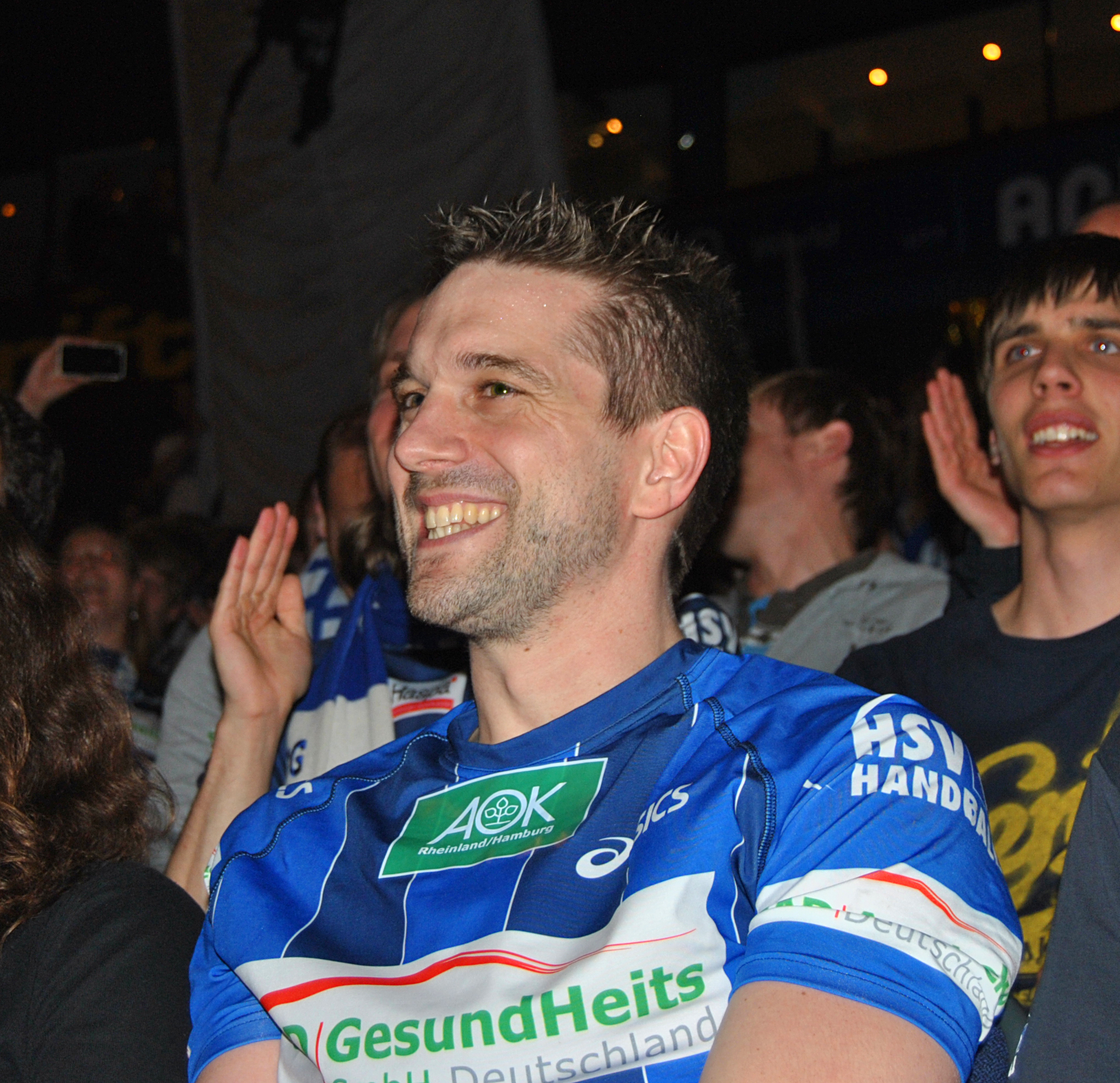
„Gino“ am 16. Mai 2012 bei seiner Verabschiedung beim HSV Handball

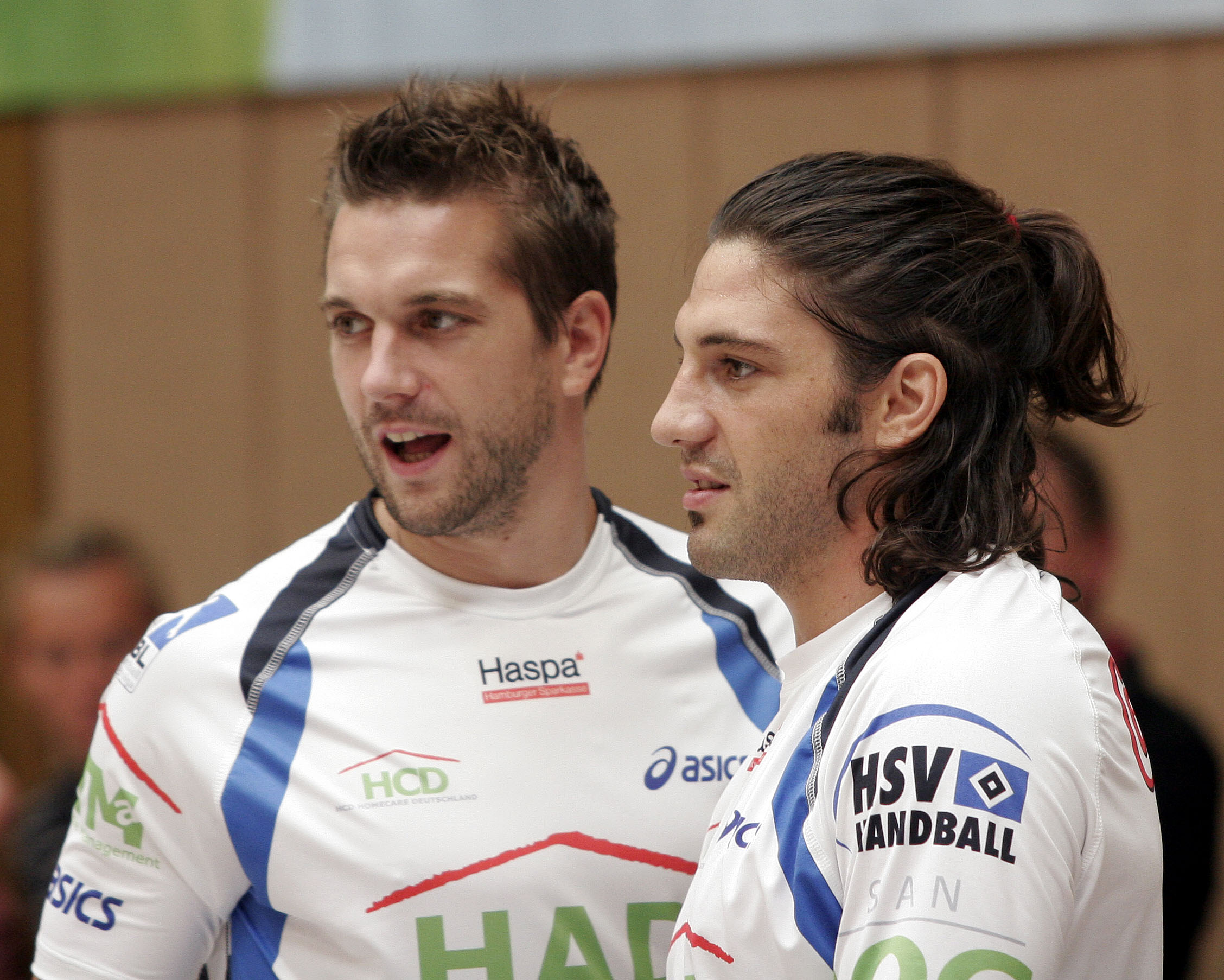
Guillaume und Bertrand Gille

Guillaume Gille spielte zuletzt bei Chambéry Savoie HB auf der Mittel- und den beiden Rückraumpositionen.
Seine Karriere begann der mit rechts werfende Linkshänder in der französischen Kleinstadt Valence beim HBC Loriol, wo schon seine Eltern aktiv waren. Zusammen mit seinem Bruder Bertrand Gille wechselte er 1996 zum Chambéry Savoie HB. Mit Chambéry Savoie HB wurde er 2001 französischer Meister und 2002 Ligapokalsieger.
Ab dem 1. Juli 2002 spielten Guillaume und Bertrand Gille für den HSV Hamburg in der Bundesliga. Dort gewann Guillaume Gille 2006 den DHB-Pokal beim Final Four Endspiel in der heimischen Color Line Arena in Hamburg und 2007 den Pokal der Pokalsieger. In der Saison 2010/11 wurde er Deutscher Meister. Im Sommer 2012 kehrte er gemeinsam mit Bertrand nach Frankreich zu Chambéry Savoie HB zurück, wo der jüngste Bruder Benjamin ebenfalls spielte. Nach der Saison 2013/14 beendete er seine Karriere.

### Nationalmannschaft
Mit der Französischen Nationalmannschaft wurde Guillaume Gille Weltmeister 2001 im eigenen Land. Bei den folgenden Weltmeisterschaften 2003 und 2005 gewann er Bronze. 2006 wurde er durch einen Sieg über den amtierenden Weltmeister Spanien Europameister. Es folgten die erfolgreichsten Jahre. Bei den Olympischen Spielen 2008 in Peking, bei der Weltmeisterschaft 2009, der Europameisterschaft 2010, der Weltmeisterschaft 2011 und den Olympischen Spielen 2012 gewann er jeweils die Goldmedaille.
Nach 308 Länderspielen, in denen er 678 Tore erzielte, beendete er im September 2012 seine internationale Karriere.

## Trainerkarriere
Gille war ab September 2016 unter Didier Dinart als Co-Trainer der französischen Nationalmannschaft tätig, die 2017 die Weltmeisterschaft im eigenen Land gewann. Bei der Europameisterschaft 2018 in Kroatien  gewann er mit der französischen Auswahl die Bronzemedaille. Gleiches gelang bei der Weltmeisterschaft 2019 in Deutschland und Dänemark, als die französische Auswahl das deutsche Team mit 26:25 besiegt hat. Die Europameisterschaft 2020 verlief jedoch enttäuschend und Frankreich schied bereits nach der Vorrunde aus. Daraufhin wurde sein Partner Dinart entlassen und Gille befördert.
Die Weltmeisterschaft 2021 in Ägypten, Gilles erstes großes Turnier als Cheftrainer, beendete die französische Auswahl auf Platz vier und verpasste somit knapp einen Medaillenrang. Mit Frankreich gewann er bei den Olympischen Spielen in Tokio die Goldmedaille. Nach Wladimir Maximow (1976 & 2000) und Branislav Pokrajac (1972 & 1984) wurde Gille der dritte Handballer, der als Spieler und Trainer die Goldmedaille gewann. Bei der Handball-Europameisterschaft der Männer 2022 in Ungarn und der Slowakei verpasste er erneut knapp einen Medaillenrang, da seine Mannschaft das Spiel um Bronze in der Verlängerung gegen Dänemark verlor. Bei der Weltmeisterschaft 2023 in Schweden und Polen gewann er die Silbermedaille; seine Mannschaft scheiterte im Finale an Titelverteidiger Dänemark, die ihren Titel als erste Nation überhaupt ein zweites Mal verteidigen konnten. Ein Jahr darauf gewann er die Europameisterschaft in Deutschland. Finalgegner war, wie bereits im letzten Olympia- und WM-Finale, Dänemark.
Anderthalb Wochen vor den Olympischen Spielen 2024 in Paris wurde bekannt gegeben, dass der französische Handball-Verband (FFHB) längerfristig mit Gille plane. So soll er die Mannschaft bis mindestens zur Weltmeisterschaft 2029, die von Frankreich und Co-Gastgeber Deutschland ausgetragen wird, als Cheftrainer betreuen. Im Viertelfinale des Turniers traf die von Gille betreute französische Mannschaft auf Deutschland, das mit 34:35 nach Verlängerung verloren wurde. Bei der Weltmeisterschaft 2025 konnte die französische Auswahl erneut eine Bronzemedaille gewinnen.

## Privates
Guillaume Gille ist verheiratet mit Karine und hat drei Kinder. Er ist Offizier des französischen Nationalverdienstordens. Er ist 1,92 m groß und wog zu seiner aktiven Zeit 97 kg.

## Erfolge und Auszeichnungen
Spieler:
- Deutscher Meister 2011
- Französischer Meister 2001
- Pokalfinalist in Deutschland 2004 und 2008
- Supercupsieger in Deutschland 2004, 2006, 2009 und 2010
- Deutscher Pokalsieger 2006 und 2010
- Französischer Pokalsieger 2002
- Europapokal der Pokalsieger 2007
- Olympiasieger 2008 in Peking und 2012 in London
- Weltmeister 2001, 2009 und 2011
- Bronze bei der Weltmeisterschaft 2003 und 2005
- Europameister 2006 und 2010
- Bronzemedaille bei der Europameisterschaft 2008
- Hamburgs Sportler des Jahres 2009

Trainer:
- Goldmedaille bei der Weltmeisterschaft 2017 (als Co-Trainer)
- Bronzemedaille bei der Europameisterschaft 2018 (als Co-Trainer)
- Bronzemedaille bei der Weltmeisterschaft 2019 (als Co-Trainer)
- Goldmedaille bei den Olympischen Spielen 2020
- Silbermedaille bei der Weltmeisterschaft 2023
- Goldmedaille bei der Europameisterschaft 2024
- Bronzemedaille bei der Weltmeisterschaft 2025

## Auszeichnungen
- Ritter des französischen Nationalverdienstordens[18] (2001)
- Ritter der Ehrenlegion (2008)
- Ehrenmitglied des HSV Hamburg (2012)
- Offizier des französischen Nationalverdienstordens (2013)

## Bundesligabilanz
| Saison    | Verein      | Spielklasse | Spiele | Tore | 7-Meter | Feldtore |
| --------- | ----------- | ----------- | ------ | ---- | ------- | -------- |
| 2002/03   | HSV Hamburg | Bundesliga  | 10     | 34   | 1       | 33       |
| 2003/04   | HSV Hamburg | Bundesliga  | 31     | 111  | 0       | 111      |
| 2004/05   | HSV Hamburg | Bundesliga  | 34     | 130  | 0       | 130      |
| 2005/06   | HSV Hamburg | Bundesliga  | 33     | 84   | 0       | 84       |
| 2006/07   | HSV Hamburg | Bundesliga  | 34     | 90   | 0       | 90       |
| 2007/08   | HSV Hamburg | Bundesliga  | 30     | 66   | 0       | 66       |
| 2008/09   | HSV Hamburg | Bundesliga  | 31     | 59   | 0       | 59       |
| 2009/10   | HSV Hamburg | Bundesliga  | 33     | 62   | 0       | 62       |
| 2010/11   | HSV Hamburg | Bundesliga  | 23     | 19   | 0       | 19       |
| 2011/12   | HSV Hamburg | Bundesliga  | 34     | 26   | 0       | 26       |
| 2002–2012 | gesamt      | Bundesliga  | 293    | 681  | 1       | 680      |